# Crenimugil
Crenimugil – rodzaj ryb mugilokształtnych z rodziny mugilowatych (Mugilidae).

## Klasyfikacja
Gatunki zaliczane do tego rodzaju:
- Crenimugil crenilabis
- Crenimugil heterocheilos